# ダイン2世
鉄の足ダイン（Dáin Ironfoot）は『ホビットの冒険』の作中に登場するドワーフ。ドワーフの一派長髭族王家の分家にあたり、五軍の戦いののち、戦死した宗家の王トーリン2世の跡を継ぎ、山の下の王となった。
映画『ホビット』ではビリー・コノリーが演じる。

## 詳細
トーリンの又従兄弟にあたり、モリアでのアザヌルビザールの戦いではアゾグを討ち取った。その後くろがね連山に留まったが、はなれ山（エレボール）をスマウグから奪還し篭城していたトーリンの援護に向かった。五軍の合戦にも参加し、トーリン亡き後の山の下の王ダイン2世としてはなれ山に留まる。
はなれ山にサウロンの使いが現われ、一つの指輪とビルボの事を捜索していることを知ると、裂け谷のエルロンドに使いを送った。それがグローインとその息子ギムリである。
指輪戦争でははなれ山のドワーフと谷間の国の人間がエレボールに籠城する時間を稼ぐ為、サウロン側に付いた人間達を老齢を押してはなれ山の正門前で迎え撃ち、バルドの孫ブランドとともに壮絶な戦死を遂げた。

## 映画『ホビット』
『思いがけない冒険』では劇中での描写がまだされていないが、トーリンからのエレボール遠征参加を断った。アゾグが生きているため、過去に討ち取ってはいないことになる。『決戦のゆくえ』ではドワーフの援軍としてエルフとは敵対しつつも、五軍の合戦では共同戦線を張り指揮官としても戦士としても優れた活躍を見せた。